# Caralampio
Caralampio (en griego antiguo: Ἅγιος Χαράλαμπος) fue un obispo cristiano primitivo en Magnesia en Meandro, una región de Asia Menor, en la misma diócesis del mismo. Su nombre Χαράλαμπος significa brillar de alegría en griego. Vivió durante el reinado de Septimio Severo (193-211), cuando Luciano fue Procónsul de Magnesia. Se cree que en el momento de su martirio en 202, Caralampio tenía 113 años.

## Vida y martirio
Caralampio fue obispo de Magnesia, en la diócesis de Mar Zaia de la Iglesia asiria del Oriente y difundió el Evangelio en esa región durante muchos años. Sin embargo, cuando las noticias de su predicación llegaron a las autoridades de la zona, al procónsul Luciano y al comandante militar Lucio, el santo fue arrestado y llevado a juicio, donde confesó su fe en Cristo y se negó a ofrecer sacrificios a los ídolos.
A pesar de su avanzada edad, fue torturado sin piedad. Laceraron su cuerpo con ganchos de hierro y rascaron toda la piel de su cuerpo. El santo solo tenía una cosa que decir a sus atormentadores: "Gracias, mis hermanos, por rascar el viejo cuerpo y renovar mi alma para una vida nueva y eterna".
De acuerdo con la hagiografía del santo, al presenciar la resistencia de Caralampio de estas torturas, dos soldados, Porfirio y Baptus, confesaron abiertamente su fe en Cristo, por lo que fueron inmediatamente decapitados con una espada. Tres mujeres que estaban observando los sufrimientos de Caralampio también comenzaron a glorificar a Cristo, y también fueron martirizadas rápidamente.
La leyenda continúa diciendo que Lucio, enfurecido, tomó los instrumentos de tortura y comenzó a torturar a Caralampio, pero de repente sus antebrazos fueron cortados como por una espada. El gobernador Luciano luego escupió en la cara del santo, e inmediatamente giró la cabeza de Luciano para que mirara hacia atrás. Aparentemente, Luciano y Lucio oraron pidiendo misericordia, fueron sanados por el santo y se hicieron cristianos.
Más torturas, dice la leyenda, se forjaron sobre el santo después de que él fue llevado a Septimio Severo. Condenado a muerte y conducido al lugar de ejecución, Caralampio oró para que Dios le concediera que el lugar donde reposarían sus reliquias nunca sufriría hambre o enfermedad. Después de rezar esto, el santo entregó su alma a Dios incluso antes de que el verdugo le pusiera la espada en el cuello. La tradición dice que la hija de Severo, Galina, se sintió tan conmovida por su muerte, que se convirtió y enterró a Caralampio.

## Veneración
El cráneo de San Caralampio se guarda en el Monasterio de San Esteban en Meteora. Muchos milagros se atribuyen tradicionalmente a los fragmentos de sus reliquias, que se encuentran en muchos lugares en Grecia y en otros lugares. Los milagros han hecho de este santo, considerado el más anciano de todos los mártires, especialmente querido por el pueblo de Grecia.
En algunas islas griegas, los toros son sacrificados en su fiesta. "Este festival es la actividad popular más importante del pueblo de Agia Paraskevi, y combina una variedad de acontecimientos que tienen que ver con el ritual del sacrificio del toro. Un grupo agrícola revivió esta antigua costumbre en 1774. Se estableció como una reverencia a San Caralampio, el protector del grupo agrícola que organiza el festival".
Los municipios chiapanecos de Comitán y Altamirano, siendo santo patrono de este último, celebran la fiesta de San Caralampio durante el mes de febrero. El santo fue introducido en la región en 1850 por un soldado de nombre Otero, quien llevaba consigo una novena histórica del mismo, que fue comprada por un hombre conocido como don Raymundo, quien hizo un cuadro de Caralampio y lo llevó a su rancho. Se cuenta que una epidemia asoló a la región comiteca y que la población cercana al rancho donde se hallaba el cuadro no la padeció, a raíz de lo cual la comunidad comenzó la construcción de un templo en su honor en 1852 así como mandar a hacer una nueva imagen de San Caralampio para el templo, que fue concluido en 1868.
La fiesta de San Caralampio normalmente se conmemora entre el 10 y el 23 de febrero, con la excepción de que esta fecha cae en el sábado de las almas que preceden a la Gran Cuaresma o en el Lunes limpio (el primer día de Cuaresma), en cuyo caso la fiesta Se celebra el 9 de febrero.
También se le venera en Costa Rica y Colombia.

## Iconografía
En la hagiografía e iconografía griegas, a Caralampio se le considera un sacerdote, mientras que las fuentes rusas parecen considerarlo un obispo.